# Paolo Tiralongo
Paolo Tiralongo (Avola, 8 juli 1977) is een Italiaans voormalig wielrenner die anno in 2017 zijn carrière afsloot bij Astana Pro Team. In 2018 ging hij aan de slag als ploegleider bij UAE Team Emirates.

## Carrière
In 1998 deed Paolo Tiralongo voor het eerst van zich spreken toen hij als derde eindigde in het eindklassement van de Baby Giro. De eerste overwinning van zijn carrière behaalde hij vervolgens in 1999: de eindzege in de Triptyque Ardennais, een rittenkoers in België. Hij had deze eindzege te danken aan zijn tweede plaats in de proloog.
In 2000 werd Tiralongo prof bij Fassa Bortolo. Sinds 2010 rijdt hij voor de ploeg Astana Pro Team.
Pas op 27 mei 2011 behaalde Tiralongo voor het eerst een ritoverwinning in een grote ronde, de negentiende etappe van de Ronde van Italië. In een bergrit naar Macugnaga kwam hij als eerste over de streep, voor Alberto Contador, die hem de overwinning gunde. Een jaar later, in de Ronde van Italië 2012, won Tiralongo wederom een etappe, waarbij hij Michele Scarponi klopte in een sprint bergop.

## Overwinningen
1997
2e etappe deel A Ronde van de Aostavallei (ploegentijdrit)
1998
GP di Poggiana 
1999
Eindklassement Triptyque Ardennais
2011
19e etappe Ronde van Italië
2012
7e etappe Ronde van Italië
2013
1e etappe Ronde van Spanje (ploegentijdrit)
2015
4e etappe Ronde van Trentino
9e etappe Ronde van Italië

## Resultaten in voornaamste wedstrijden
| Jaar | Ronde van Italië | Ronde van Frankrijk | Ronde van Spanje |
| ---- | ---------------- | ------------------- | ---------------- |
| 2000 |                  |                     | 96e              |
| 2001 |                  |                     |                  |
| 2002 |                  |                     | 43e              |
| 2003 | opgave           |                     |                  |
| 2004 |                  |                     |                  |
| 2005 | 32e              |                     |                  |
| 2006 | 15e              | 69e                 |                  |
| 2007 | 26e              |                     | opgave           |
| 2008 |                  | 48e                 | 27e              |
| 2009 | 38e              |                     | 8e               |
| 2010 | opgave           | 53e                 |                  |
| 2011 | 18e (1)          | opgave              |                  |
| 2012 | 23e (1)          |                     | 38e              |
| 2013 | 99e              |                     | 51e              |
| 2014 | 45e              |                     | 33e              |
| 2015 | 19e (1)          |                     | opgave           |
| 2016 |                  | 74e                 |                  |
| 2017 | 83e              |                     |                  |

| Jaar | Milaan-San Remo | Amstel Gold Race | Luik-Bast.‑Luik | Ronde van Lombardije | Waalse Pijl | Clásica San Sebastián |  | Wereldranglijsten |
| ---- | --------------- | ---------------- | --------------- | -------------------- | ----------- | --------------------- |  | ----------------- |
| 2000 |                 |                  |                 |                      |             | 106e                  |  |                   |
| 2001 |                 |                  |                 |                      |             |                       |  |                   |
| 2002 |                 |                  |                 | 76e                  |             | 69e                   |  |                   |
| 2003 | 123e            |                  |                 |                      |             |                       |  |                   |
| 2004 | 71e             |                  |                 |                      |             |                       |  |                   |
| 2005 | 57e             |                  |                 |                      |             |                       |  |                   |
| 2006 |                 |                  |                 |                      |             | 148e                  |  | 127e (UPT)        |
| 2007 |                 |                  |                 |                      |             | 78e                   |  |                   |
| 2008 |                 | 136e             | 58e             |                      | 41e         | 40e                   |  |                   |
| 2009 |                 |                  | 76e             |                      | 60e         |                       |  | 85e (UWK)         |
| 2010 |                 |                  |                 |                      |             |                       |  |                   |
| 2011 |                 |                  |                 |                      |             | 54e                   |  | 120e (UWT)        |
| 2012 |                 |                  |                 | 33e                  |             | 65e                   |  | 113e (UWT)        |
| 2013 |                 |                  |                 | opgave               |             |                       |  |                   |
| 2014 |                 |                  |                 | 62e                  |             |                       |  |                   |
| 2015 |                 |                  |                 |                      |             |                       |  | 117e (UWT)        |
| 2016 |                 |                  | opgave          | opgave               | 86e         | 68e                   |  |                   |
| 2017 |                 |                  |                 |                      |             |                       |  | 398e (UWT)        |

## Ploegen
- 2000 –  Fassa Bortolo
- 2001 –  Fassa Bortolo
- 2002 –  Fassa Bortolo
- 2003 –  Panaria-Fiordo
- 2004 –  Panaria-Margres
- 2005 –  Panaria-Navigare
- 2006 –  Lampre-Fondital
- 2007 –  Lampre-Fondital
- 2008 –  Lampre
- 2009 –  Lampre-NGC
- 2010 –  Astana
- 2011 –  Pro Team Astana
- 2012 –  Astana Pro Team
- 2013 –  Astana Pro Team
- 2014 –  Astana Pro Team
- 2015 –  Astana Pro Team
- 2016 –  Astana Pro Team
- 2017 –  Astana Pro Team